# United States Air Force Academy Cadet Chapel

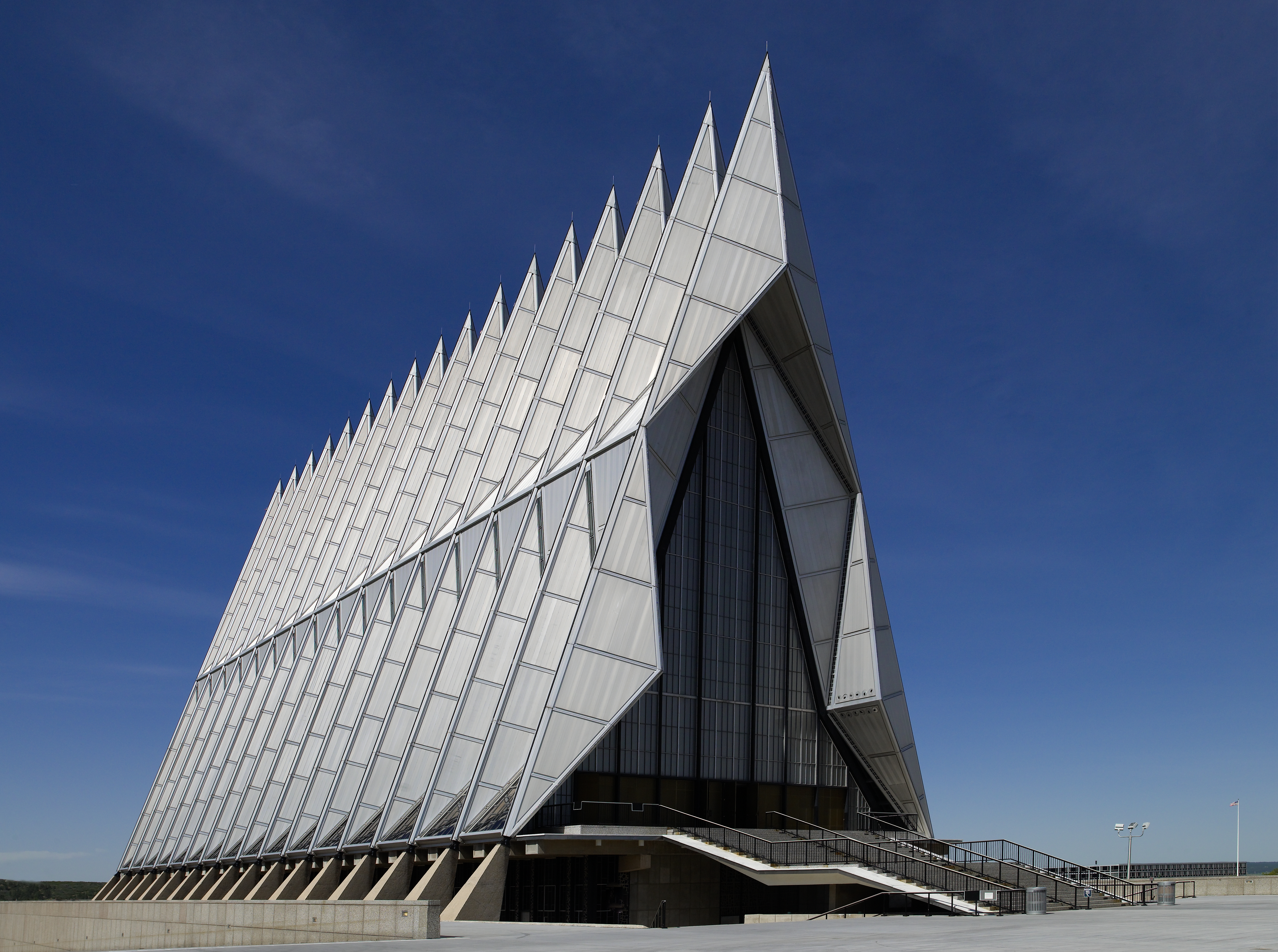
Außenansicht

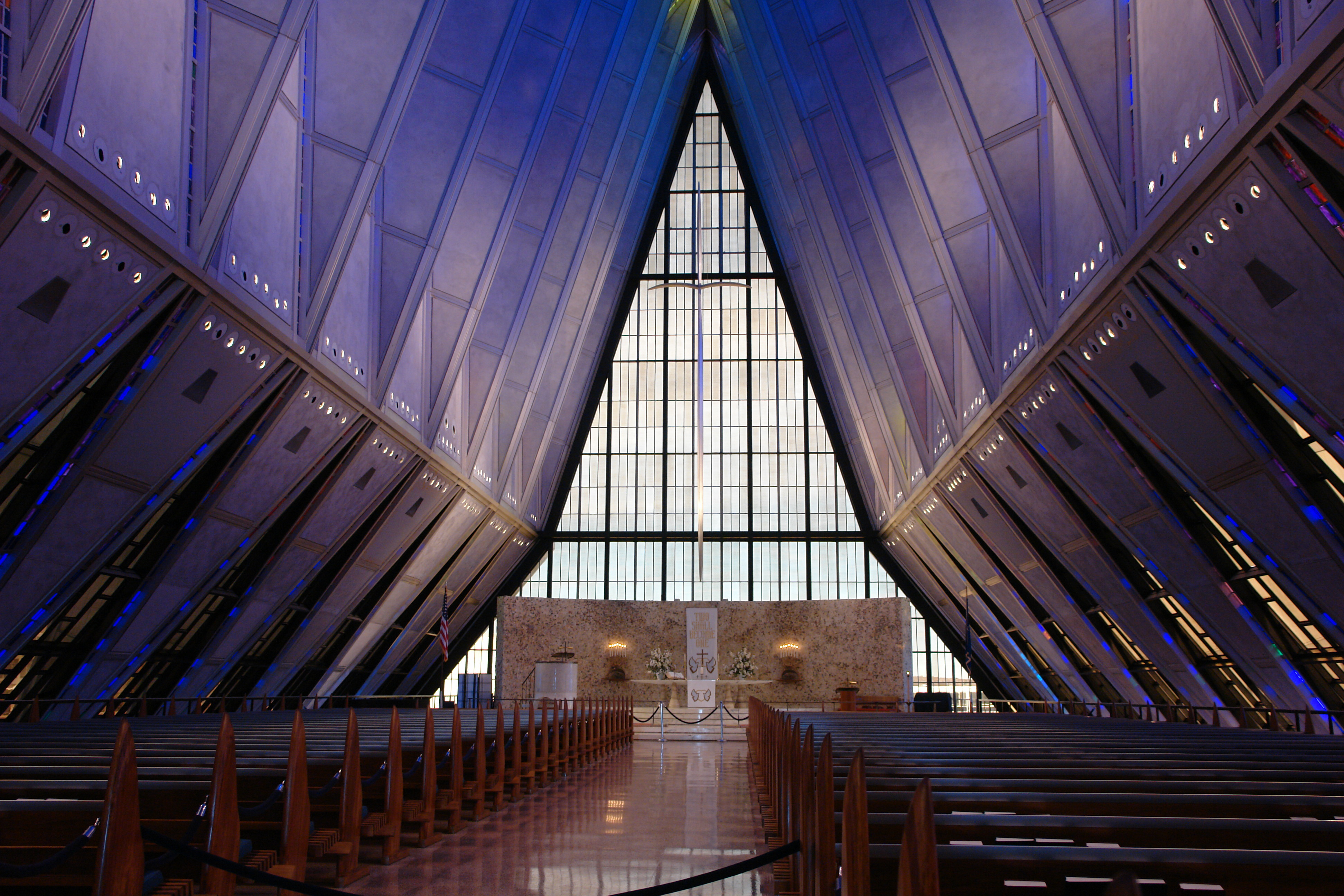
Innenansicht der protestantischen Kapelle

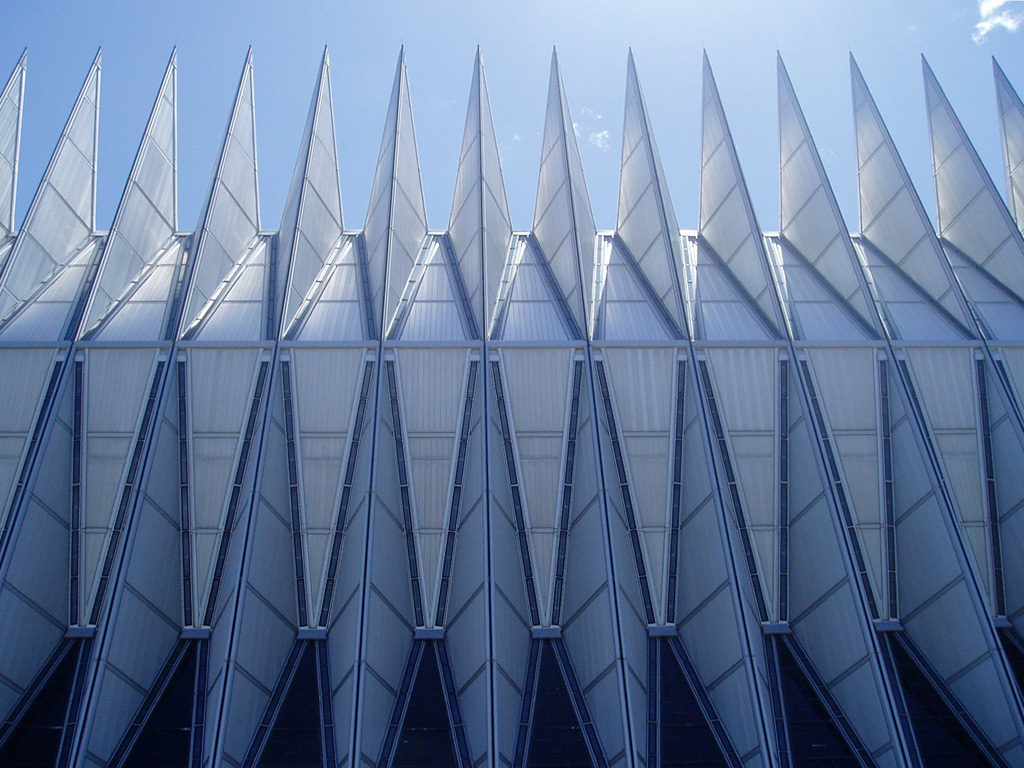
Detailansicht des Daches

Die United States Air Force Academy Cadet Chapel ist ein Sakralbau auf dem Kadetten-Gelände der United States Air Force Academy (USAFA) in Colorado Springs, der zwischen 1959 und 1963 errichtet wurde. Das Bauwerk der Moderne wurde, wie das gesamte Kadetten-Gelände, nach Plänen des Architekturbüros Skidmore, Owings and Merrill erstellt. Der Bau erfolgte aus dem Wunsch heraus, allen Offiziersschülern unterschiedlicher Glaubensrichtungen Gebetsräume auf dem Campus der Air Force Academy zur Verfügung stellen zu können. Die USAFA bezeichnet die Kadettenkapelle als die meistbesuchte menschengemachte Touristenattraktion des Bundesstaates Colorado.

## Architektur
Das auffälligste Merkmal des Bauwerks ist die Nurdach-Konstruktion mit ihren 17 Spitzen und einer Höhe von 46 Metern. Die Grundkonstruktion besteht aus einem Stahlgerüst, das mit Aluminiumelementen aus der Produktion von Kaiser Aluminum verkleidet wurde. Zwischen der Aluminiumverkleidung sorgen Glasflächen für einen natürlichen Lichteinlass in die protestantische Kapelle im oberen Stockwerk des Gebäudes. Dieser protestantische Gebäudeteil bietet Raum für rund 900 Gläubige und nimmt somit den größten Raum innerhalb des Gebäudes ein. Auf der unteren Ebene befinden sich eine römisch-katholische Kapelle und ein jüdischer Betsaal mit einem Fassungsvermögen von 500 beziehungsweise 100 Personen. Obgleich sich die Kapellen und der Betsaal für die verschiedenen Glaubensgemeinschaften unter einem Dach befinden, verfügen sie über jeweils eigene Eingänge. Kleinere Gebetsräume wurden unter anderem für Muslime und Buddhisten eingerichtet.
Nach Angaben der USAFA stehen die Räumlichkeiten der Air Force Academy Cadet Chapel für Abgänger der fünf Militärakademien der USA (USMA, USNA, USAFA, USCGA und USMMA), andere aktive Mitglieder der US-Luftwaffe mit Stationierung in der näheren Umgebung, Angehörige von aktivem USAFA-Personal und Militärangehörige, denen der Silver Star, das Purple Heart oder höhere Auszeichnungen verliehen wurden, sowie Angehörige von gefallenen Soldaten zu Hochzeitsfeiern zur Verfügung.

## Auszeichnungen
Die außergewöhnliche Architektur der Air Force Academy Cadet Chapel wurde durch die Verleihung mehrerer Auszeichnungen gewürdigt. Zu diesen zählen:
- The R.S. Reynolds Memorial Award, 1964
- Silver Medal of Honor: Design and Craftsmanship, 1965
- Twenty-five Year Award, 1996

Im Jahr 2004 wurde das gesamte Kadetten-Gelände der USAFA, zu dem auch die Kapelle gehört, in die Liste der National Historic Landmarks in Colorado eingetragen.